# Bruno Dölz
Bruno Dölz (Doelz) (1906 - 1945) fue un abogado, botánico, y cactólogo alemán.

## Obra
- 1928. Das Zugabe-Unwesen. N.º 19 de Verbrauchergenossenschaftliche Bücherei. 20 pp.

## Reconocimientos
- 1941- 1945 presidente de la "Deutsche Kakteen- Gesellschaft (Sociedad alemana de Cactus)"

## Eponimia
Especies
- (Cactaceae) Borzicactus doelzianus (Backeb.) Kimnach[1]
- (Cactaceae) Morawetzia doelziana Backeb.[2]
- (Cactaceae) Oreocereus doelzianus (Backeb.) Borg[3]
- (Lamiaceae) Satureja dolzii Sennen[4]